# Alien Nations 2
Alien Nations 2, The Nations – druga część gry Alien Nations, wyprodukowanej przez firmę JoWooD Productions w 2001 roku, a wydanej w Polsce przez CD Projekt. 
Gracz wciela się we władcę jednego z plemion, grupujących się na trzy główne rasy: Pimmonów (plemiona Stjusów, Murloków i Magnatów), Amazonek (Arystokanek, Galadrianek, Espadanek) i Sajikisów (Fukari, Brakari i Vikari). Każda z ras dysponuje nieco innym temperamentem, wadami i zaletami, co wzbogaca rozgrywkę. Celem gry jest budowa imperium i zadbanie o wszystkie potrzeby naszych poddanych, rosnące z poziomu na poziom.